# أرسكين بارتون تشايلدرز
أرسكين بارتون تشايلدرز (بالإنجليزية: Erskine Barton Childers)‏ هو صحفي ومؤلف أيرلندي، ولد في 11 مارس 1929، وتوفي في 25 أغسطس 1996.

## وصلات خارجية
- أرسكين بارتون تشايلدرز على موقع IMDb (الإنجليزية)